# 식물병리학

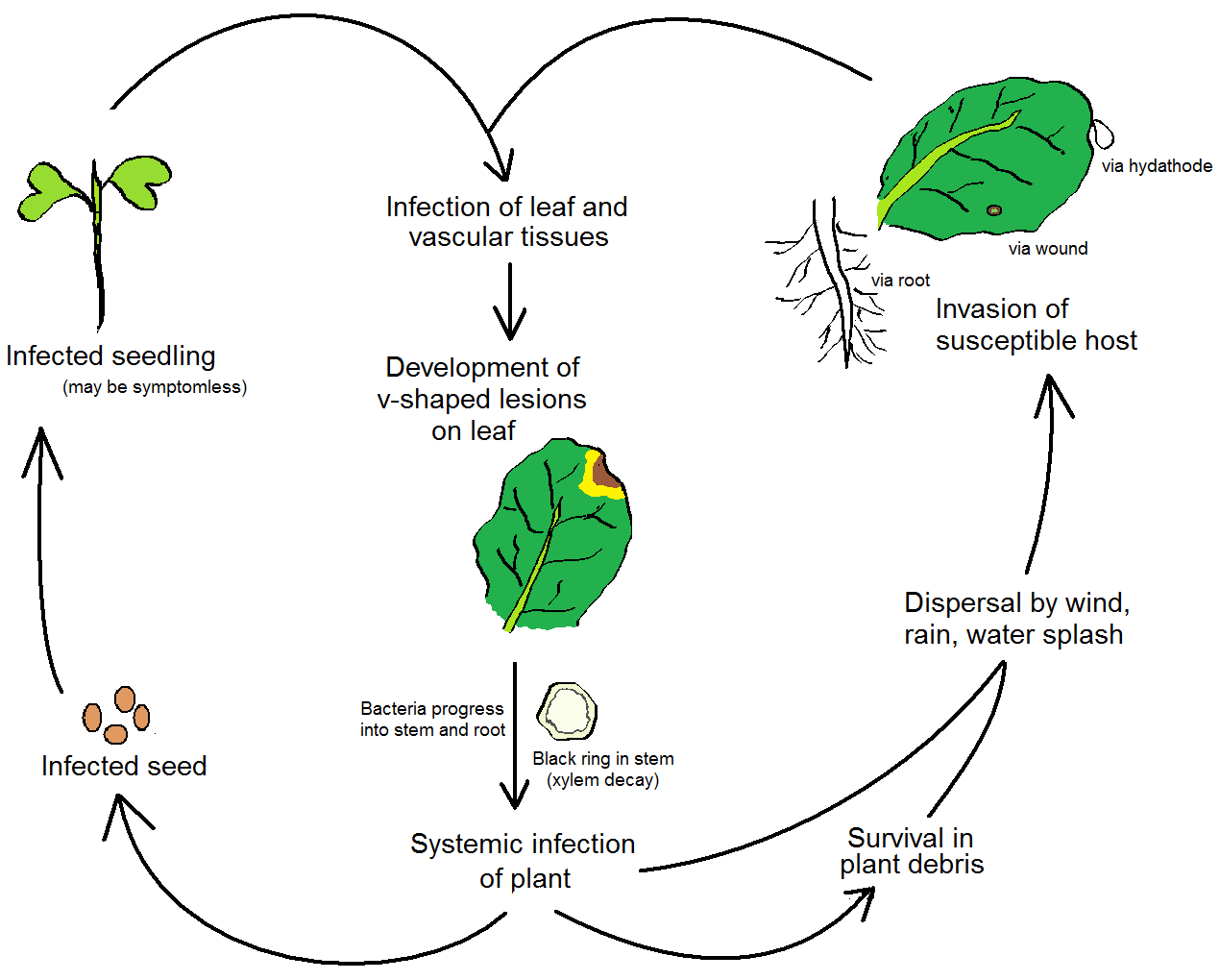
병원체 생명 주기

식물병리학(植物病理學, 영어: Plant pathology)은 병원체와 환경 조건 (생리적 요인)에 의해 유발되는 식물 질병의 과학적 연구이다. 감염병을 유발하는 물질에는 균, 난균류, 박테리아, 바이러스, 바이로이드, 바이러스 유사 물질, 파이토플라스마, 원생생물, 선형동물, 기생 식물 등이 있다. 곤충, 진드기, 식물, 기타 식물 조직의 소모에 의해 식물 건강에 영향을 주는 체외 기생충들은 여기에 포함되지 않는다.

## 같이 보기
- 살진균제
- 한국식물병리학회